# ジョフロワ1世・ド・ヴィルアルドゥアン

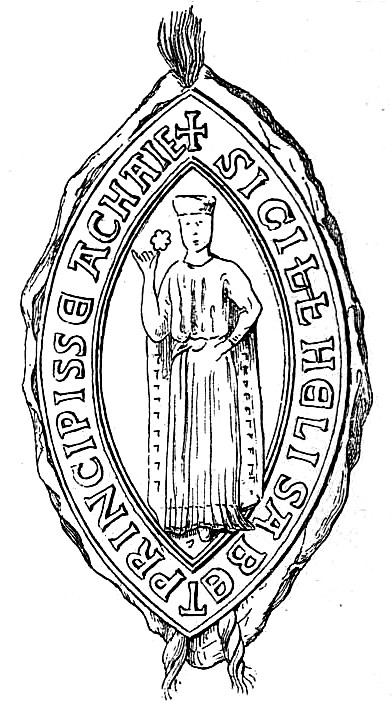
公妃エリザベトの紋章

ジョフロワ1世・ド・ヴィルアルドゥアン（フランス語: Geoffroi Ier de Villehardouin、1169年ごろ - 1229年ごろ）とは、第4回十字軍に参加したシャンパーニュ伯国出身のフランス人騎士である。彼はペロポネソス半島の征服遠征に参加し、戦後第2代アカイア公(在位1209年/1210年 - 1229年ごろ)に即位した。
彼の治世下において、アカイア公国はラテン帝国の直接的な属国という立場に置かれるようになったとされる。またジョフロワ1世は領域の拡大に専念したが、晩年は教会勢力と対立しその対応に追われたという。

## 若年期と第4回十字軍
ジョフロワはジャン・ド・ヴィルアルドゥアンとセリーヌ・ド・ブリエールとの間に長男として誕生した。ジョフロワはエリザベートと結婚した。このエリザベートはエリザベート・ド・シャップというヴィルアルドゥアン家と近しい十字軍貴族家の末裔だと慣例的には比定されているが、20世紀のフランス人歴史家Jean Longnonはこの説を否定している。
ジョフロワは1199年11月後半にエクリーで開催された馬上槍試合の際に、叔父で後に第4回十字軍における年代記編者として知られるようになるジョフロワ・ド・ヴィルアルドゥアンと共に十字軍への参加を取り決めた。ジョフロワはほかの十字軍騎士と共に直接シリアに向かった。それ故に、ジョフロワは1204年4月13日に十字軍が敢行した帝都コンスタンティノープルの占領に立ち会うことはなかった。
東ローマ帝国の偉大な帝都が十字軍によって征服されたとする知らせを耳にしたジョフロワは、同年夏にシリアから西に向けて出港を決意した。しかし天候が悪く、ジョフロワの船は向かい風により西方へ流されてしまった。彼の船はペロポネソス半島南部のモドン(現在のギリシャ・メソニ地域)に上陸し、1204年～1205年の冬をその地で過ごした。

## ペロポネソスの征服

中世のペロポネソス

モドンにおいて、ジョフロワはペロポネソス半島西部地域をできる限り征服するために、メッシニアを治めるギリシャ人領主と同盟を締結した。しかしその後すぐに同盟相手のギリシャ人領主が亡くなり、その後を彼の息子が継いだものの、彼は父とジョフロワが締結した同盟を破棄した。ちょうどこの頃、ジョフロワはナフプリオンにテッサロニキ王ボニファーチョが軍勢と共に駐留しているとの報告を受けたとされる。この報告を受けたジョフロワは、ボニファーチョ王からの支援を乞うべく1205年にナフプリオンの陣に向かい、ボニファーチョ王の軍勢に加わったという。ジョフロワはボニファーチョ王に好意的に迎え入れられ、ボニファーチョ王は彼を家臣にしようとした。しかし陣中でジョフロワはかつての旧友ギヨーム1世・ド・シャンリットと遭遇し、彼をペロポネソス半島征服事業に誘い入れた。ジョフロワは提案をのんだギヨームと共に、ボニファーチョ王から征服活動の許可を受けた。
1205年春、ギヨームとジョフロワは100騎の騎士と400騎の重装騎兵を引き連れて遠征を開始した。そしてパトラとPondikosを攻め落とし、Andravidaは住民が自ら開城して遠征軍に降伏した。地方の住民はギヨーム・ジョフロワの軍勢の下に馳せ参じ臣従を誓い、ギヨームは彼らの財産や現地文化を保証した。その後、十字軍はアルカディア地方（現在のen:Kyparissia）で唯一の抵抗を受けた。この抵抗はアルカディア・ラコニア地方の領主、特にChamaretos家が組織していたとされ、Chamaretos家は現地スラブ人（en:Melingoi族）と同盟を結んで十字軍に対抗したのである。のちにこの抵抗軍にミカエルという名の現地貴族が参加したという。このミカエルという名の貴族は、多くの歴史家によって初代エピロス領主ミカエル1世コムネノス・ドゥーカスであると比定されている。ミカエルは5,000人の軍勢を率いてペロポネソス半島に向けて進軍し、メッシーナ北部のクントゥラスのオリーブ畑にて十字軍と決戦した。ミカエル軍は十字軍と比べて多くの軍勢を擁していたが、この戦いで十字軍に敗れた。ミカエル軍を破った十字軍は周辺地域を完全に征服したのち、半島内陸部へ進軍。結果、アルカディア地方とラコニア地方を除く前半島諸地域を征服した。
ギヨーム・ド・シャンリットはアカイア公の称号を獲得するとともに、テッサロニキ王の宗主下の下でペロポネソス半島の領主となった。ジョフロワはギヨーム公からカラマタとメッシーナを封土として授与された。しかしながら、ヴェネツィア共和国は、1204年の第4回十字軍参加諸侯間で締結された東ローマ領分割条約（en:Partitio Romaniae）で承認されていた自身の権利を主張し、1206年にはジョフロワの領土内に位置する内のモドン・コロンの2都市を奪取した。コンスタンティノープルを介する交易において重要な中継地点となる拠点都市であったためである。ギヨームはその埋め合わせとして、ジョフロワに対してアルカディア地方の領有権を承認したという。

## アカイア統治期
1208年、ギヨームはフランスに残っていた兄が亡くなったことにより、大陸に残された一族の封土を継承するべくアカイアを発ち、フランスに向けて帰国した。ギヨームはジョフロワを公爵代理に任命し、ギヨームの甥ユーグがアカイアにやってくるまでの間の代理統治をジョフロワに任せた。しかし、ギヨームもユーグもその後まもなく亡くなった。
1209年5月、ジョフロワはラテン皇帝アンリ1世が自身の権威を確実なものにするために開催したラヴェニカ会議（en:Parliament of Ravennika (1209)）に出席した。アンリ1世はジョフロワをアカイア公に任命し、ラテン帝国の直属家臣にするとともに、ジョフロワをラテン帝国の代理統治者(en:seneschal)にも重ねて任命した。
モレア年代記によれば、ジョフロワがアカイア公に任命されたのはより後の話であったと記されている。ギヨーム1世の甥ロベールが1年かけてペロポネソス半島に辿り着き、アカイア公の爵位の継承を主張していたからであるとされる。年代記に記された話なよれば、ジョフロワはありとあらゆる計略を用いてロベールの東方への旅程を遅らせ、彼がやっとペロポネソスに辿り着いた頃には、有力な騎士たちと共に半島のあちこちを移動して時を稼いだという。そしてジョフロワは議会を招集し、相続人であったロベールがアカイア公の継承権を喪失したことを宣言した上で、自らがアカイア公を継承した。
アカイア公に就任したものの、ジョフロワは1209年にヴェネツィア共和国と条約を締結しており、その条約に基づいてジョフロワ公はコリントスからピュロス港に至るまでのすべての地域においてヴェネツィアに対する従属を認めていた。ジョフロワはこれに加えて、公国におけるヴェネツィア商人の自由貿易権をも承認していたとされる。

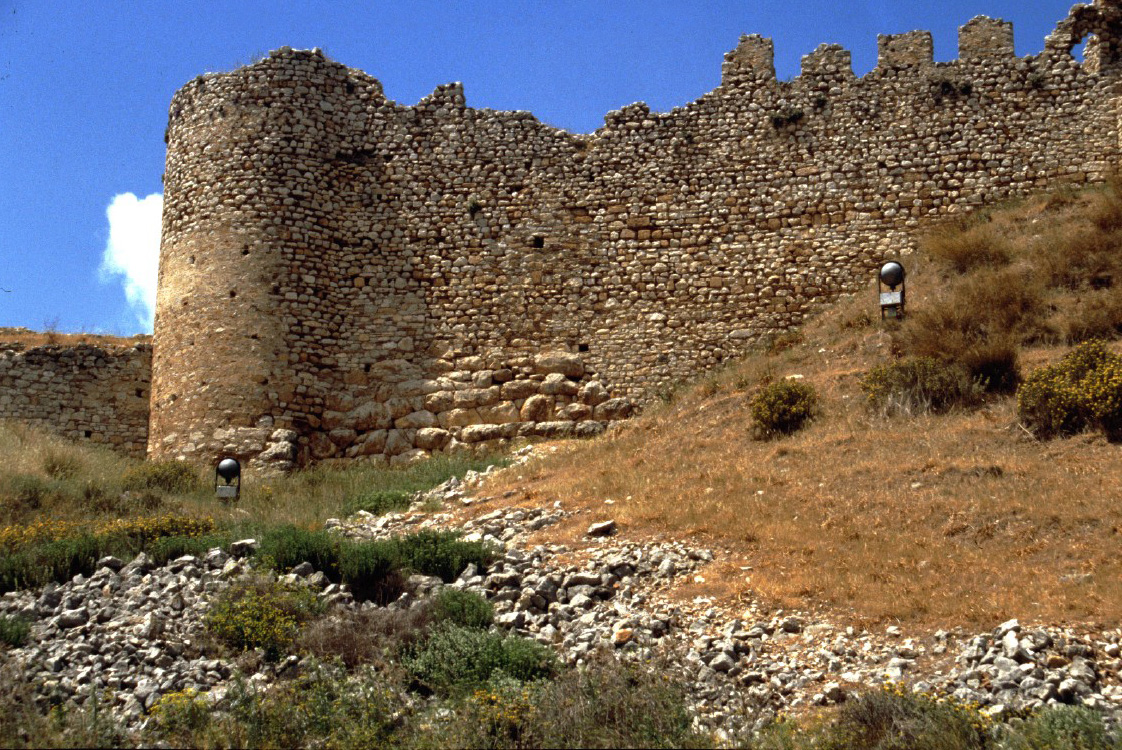
アルゴスのラリサ丘における中世の城塞

ジョフロワはその後の生涯を公国版図の拡大にささげた。アテネ公オットー・ド・ラ・ロッシュの支援をもってして、1209年または1210年にアクロコリントスの城砦を制圧した。アクロコリントス制圧の際、最初にen:Leo Sgourosという現地領主が抵抗し、のちにエピロス候ミカエル1世の弟であるテオドロス1世コムネノス・ドゥーカスの抵抗を受けたという。ジョフロワはそれから数か月の間にナフプリオンを制圧し、1212年にはテオドロス1世がコリントス教会の財宝を保管していたアルゴスの要塞をも制圧し、ジョフロワとオットーはその財宝を手に入れた。その後、ジョフロワとオットーは領主が町を放棄したことで統治者が不在となっていたテーベを制圧し、両者は対等なテーベを対等に分割しテーベの共同統治を開始した。
ジョフロワは新しく征服した土地やフランスに帰還した貴族の領地を占領させるために、フランス(特にシャンパーニュ地方)から若い騎士を呼び寄せた。ジョフロワの治世下において、アンドラヴィダにて開催された会議にて貴族らに対する領邦の割り当てとそれに伴う封建的義務について取り決められた。この会議にて、アカイア公国には12前後の貴族領が誕生し、称号を得た者は家臣たちと共にアカイア高等法院のメンバーとしてこれらの統治組織を構成した。
ジョフロワの征服期において、教会勢力が有する多くの教会資産は聖職者の要求に反して世俗化され、最終的に教会に返還されることはなかった。モレア年代記によれば、教会勢力が軍事支援として彼らの財産をジョフロワに提供するのを拒否した際、ジョフロワ1世は彼らの財産を押収した上で得られた資金をもとにクレルモン城を建築したという。それに加え、当時の高位ギリシャ人聖職者が農奴に対して封建制の縛りからの逃亡を何の戸惑いなく許容してしまうことが多かったため、彼は比較的大人数存在したギリシャ人聖職者を農奴としてこき使ったことを非難されている。この出来事はジョフロワ側と地元教会勢力との争いの長期化につながった。
初め、コンスタンティノープル大司教(en:Latin Patriarch of Constantinople)はこの状況を受けてジョフロワ1世を破門した上でアカイア公国領内における聖務禁止令を発布した。しかし1217年2月11日、ジョフロワの要求を受けたローマ教皇ホノリウス3世は、教皇から大司教に向けて送付された書状の受け取りから1週間以内に大司教による破門宣告が解除されることを宣告した。その後、大司教は使節を派遣してアカイア公国に対する新たな聖務禁止令を発布した。しかし彼の行動は教皇権の強奪行為だとして再びローマ教皇より宣告解除を命じられた。
次に、1218年にペロポネソス半島を巡行していた教皇特使ジョバンニ・コロンナ枢機卿がジョフロワに対して破門宣告を下した。ジョフロワが修道院や教会、地方教区や教会聖具を教会勢力に抗して保持し続けたことが原因とされる。地元高位聖職者からの要求に応じて、教皇は1219年1月21日にジョフロワの破門宣告を容認したという。教皇はジョフロワを教会の敵と宣告した。
1223年にジョフロワがローマに向けて配下の騎士を派遣する取り決めを行うまでの約5年間にわたって、ローマ教会とジョフロワとの抗争は続いた。1223年9月4日、遂に教皇ホノリウス3世はアカイア教会・ジョフロワ公間で取り決められた合意を容認した。協定によると、ジョフロワ1世は教会に対して土地を返還したが、毎年の賠償金の支払いと引き換えに教会財産や教会聖具の変換を拒みその後も自身が保持し続けた。また、自由を謳歌し免責特権を有するギリシャ人司教の人数も教会の規模に応じて制限されたという。
一方その頃、隣国テッサロニキ王国はエピロス領主テオドロス・コムネノス・ドゥカスの侵攻に晒され、首都を包囲されていた。ジョフロワは教皇から支援に向かうよう要請されたものの、結局テッサロニキ王国の支援に向かうことはなく、1224年暮にテッサロニキ王国はテオドロスに対して降伏した。
ジョフロワは1228年から1230年の間に亡くなった。死後、彼はアンドラヴィダの聖ジェームズ教会に埋葬されたという。